# 조르주 뒤아멜
조르주 뒤아멜(프랑스어: Georges Duhamel, 1884년 6월 30일 ~ 1966년 4월 13일) 은 프랑스의 소설가이다.
처음에는 의학을 공부했으나 "아베이(Abbaye)"파 동인으로서 기계 문명에 대한 정신의 방위와 자율을 테마로 문학적 출발을 하였다. 그의 작품의 대상은 항상 근대 문명의 진전에 허덕이는 프랑스 시민이며 그 인물은 반드시 일종의 이상적 인문주의를 가슴에 품고 사회의 벽에 직면한다.
장편 《살라뱅의 일생과 모험》(1920년 ~ 1930년)에서 한 시민인 살라뱅의 영혼의 편력에도 또한 장편 《파스키가 연대기》(1933년 ~ 1945년)의 로랑 파스키에와 그 가족들의 운명에도 예술과 사회에 대한 인도주의적 애정이 일관하여 기저에 묘사되어 있다. 중산 계급의 대표적 작가이다.